# Приховане зображення
Приховане зображення, латентне зображення — невидима оком зміна, що виникає у фотоемульсії під впливом актинічного випромінювання в процесі експонування фотоматеріалу. Під час проявляння ділянки емульсії, що зазнали впливу світла, темніють і приховане зображення перетворюється на видиме. У желатиносрібному процесі приховане зображення утворюється завдяки фотохімічній реакції розкладу молекул галогеніду срібла на атоми срібла та галогену.

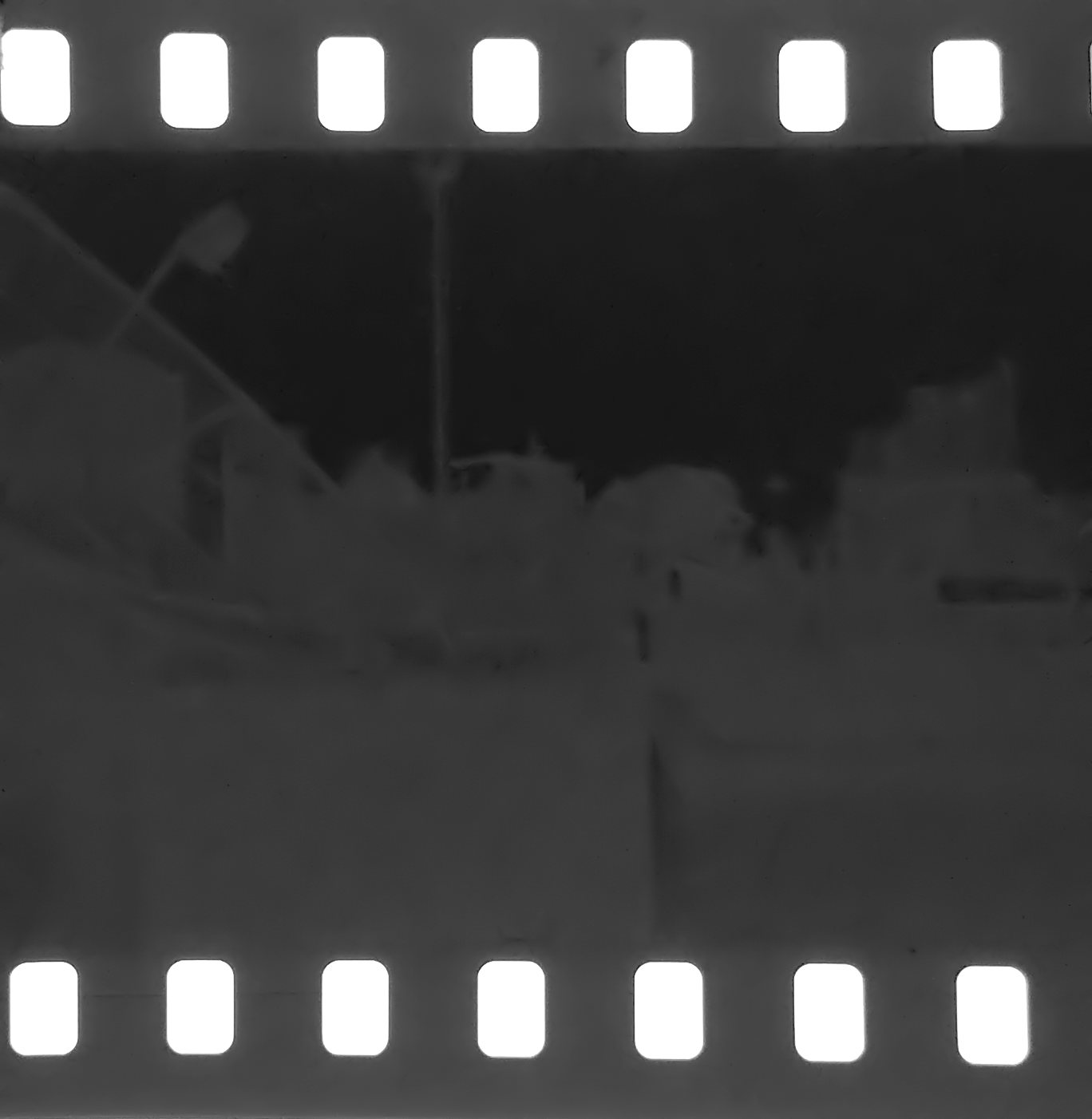
Явище «видимого проявлення» на фотоплівці, яку експонували протягом двох діб. Зображення отримано тривалим засвіченням без подальшої лабораторної обробки

З цієї точки зору, приховане зображення складається з невеликих груп атомів металічного срібла на поверхні або всередині мікрокристалів галогеніду, що утворилися внаслідок окисно-відновної реакції, викликаної фотоефектом. У процесі проявляння ці групи служать каталізатором, що приводить до відновлення металевої форми всього кристала. За великих експозицій металічне срібло відновлюється в масштабах, видимих оком, утворюючи зображення без проявляння. Таке явище можна спостерігати на обрізках фотоплівки та засвічених аркушах фотопаперу, що довго перебувають у світлому приміщенні.
Утворення зображення без проявляння характерне для фотопаперів із так званим «денним» або «видимим проявлянням», що домінували у фотографії до першої половини XX століття. Однак, найбільшого поширення набула технологія, що вимагає хімічного проявляння невидимого прихованого зображення. У цьому випадку проявляння виступає в ролі підсилювача зображення, тому фотоматеріали другого типу мають світлочутливість, яка на кілька порядків перевершує цей параметр у фотопаперів з видимим проявлянням.

## Механізм утворення
Вперше поняття прихованого зображення з'явилося після відкриття Талбота, який у вересні 1840 року завершив розробку калотипії. В результаті обробки експонованого світлочутливого паперу розчином галоаргентонітрату (суміші азотнокислого срібла з галовою та оцтовою кислотами) на ньому з'являлося видиме зображення. Це дозволило різко підвищити світлочутливість хлористого срібла і скоротити необхідну витримку від півгодини, потрібних без хімічного проявляння, до двох-трьох секунд. Першу гіпотезу про природу прихованого зображення висловив Франсуа Араго, який вважав, що причиною явища стає здатність до відновлення до металічної форми тих мікрокристалів галогеніду, в яких під впливом фотолізу утворилися мікроскопічні групи атомів срібла, що стають центрами проявляння.

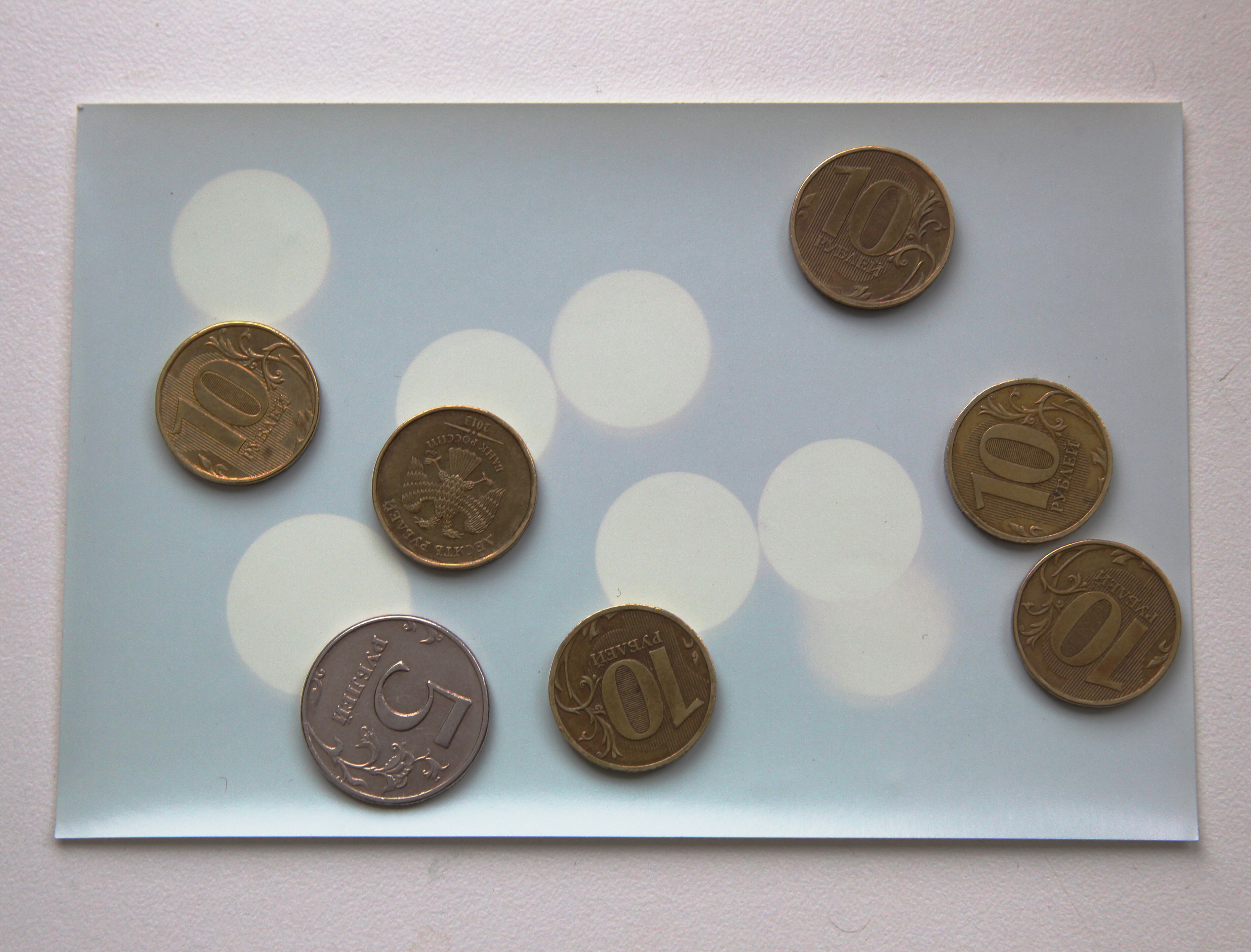
Фотопапір, що потемнів під дією тривалої експозиції. За подальшого проявлення вся поверхня аркуша, зокрема й плями від монет виявиться рівномірно чорною

Сучасне уявлення про механізм утворення прихованого зображення, засноване на квантово-механічній теорії, запропонували 1938 року британські фізики-теоретики Рональд Герні і Невілл Мотт. Вона заснована на припущенні, що реальний мікрокристал галогеніду срібла має домішки у вигляді мікроскопічних включень, і дефекти кристалічної ґратки. Під впливом теплових коливань іони, з яких складається ґратка, регулярно залишають її, причому частина йонів срібла неспроможна повернутися назад, переміщаючись у міжвузловому просторі. Йон галоїду поглинає фотон, що потрапив на емульсію, а вивільнений при цьому валентний електрон потрапляє в «потенціальну яму». Так називають зону зниженої енергії, в якій є домішка, і де порушено взаємозв'язок іонів. Фотоелектрон, захоплений ямою, заряджає її від'ємно та притягує найближчий міжвузловий іон срібла. В результаті іон рекомбінує з електроном і перетворюється на нейтральний атом.
У свою чергу атом галогену (наприклад, брому), що утворився з іона в процесі поглинання фотона, утворює так звану позитивну «дірку», яка поступово переміщається до поверхні мікрокристала шляхом естафетної передання надлишкового електрона до сусідніх іонів галоїду. Потрапивши на поверхню мікрокристала, дірка зв'язується желатином, який перешкоджає окисленню центрів прихованого зображення. Процес, що супроводжується відновленням атома срібла, може повторюватися багаторазово, утворюючи мікроскопічні колоїдні частинки срібла, що отримали назву субцентрів прихованого зображення. Такі субцентри не здатні викликати проявлення мікрокристала, але відіграють важливу роль у різних методах підвищення світлочутливості. Критична маса, що дозволяє каталізувати відновлення всього мікрокристала при проявлянні, становить мінімум чотири атоми срібла і називається центром проявлення.
Подальші дослідження показали, що теорія Герні — Мотта пояснює процеси лише частково. Її вдосконалив Дж. Мітчелл (англ. J. W. Mitchell), довівши 1957 року, що приєднання до центру світлочутливості міжвузлового йона срібла передує його нейтралізації фотоелектроном. При цьому приховане зображення може утворюватися без участі центрів світлочутливості, але отримані так два-три атоми срібла самостійно утворюють нестійкий центр, який отримав у літературі назву «передцентру» (англ. Pre-Image Speck). Дослідження кінця XX століття дозволяють припустити, що на ранніх стадіях експонування центри прихованого зображення утворюються механізмом Мітчелла, а за досить великих експозицій працює теорія Герні — Мотта.

## Світлочутливість
Найефективніший шлях підвищення світлочутливості емульсії полягає в утворенні якомога більшої кількості потенціальних ям, тобто дефектів кристалічної ґратки галогеніду срібла. Мікрокристали з ідеальною ґраткою мають низьку світлочутливість, оскільки більшість фотоелектронів, не зустрівши дефектів, рекомбінують з іонами, і не беруть участі у формуванні прихованого зображення. Дефекти можуть бути зсувами кристалічних шарів, мікротріщинами або сторонніми включеннями. Дефекти ґратки навмисно створюють у процесі приготування фотографічної емульсії, на стадії хімічного дозрівання. Для цього додають солі, що містять паладій, платину та іридій, а також сполуки золота.
Одночасно зі зростанням кількості дефектів знижується вибірковість проявлення, що виражається в появі помітної вуалі. Це пояснюється зростанням кількості мікрокристалів, які відновлюються під час проявляння до металевої форми навіть без дії світла. Тому для фотоматеріалів із високою світлочутливістю характерна помітна вуаль, тоді як на низькочутливих позитивних плівках та фотопаперах її майже немає.

## Ефект Шварцшильда
Низька ефективність участі фотоелектронів в утворенні прихованого зображення призводить до порушення закону взаємозамісності (ефект Шварцшильда). Ці порушення можуть відбуватися у двох випадках:

### Занадто коротка витримка
За дуже коротких витримок, попри високий рівень освітленості, закон взаємозамісності порушується, одночасно знижуючи світлочутливість і контраст. Явище особливо притаманне фотоемульсіям, виготовленим за застарілими технологіями. За дуже коротких витримок, у мікрокристалах утворюється дуже мало центрів проявлення, замість яких синтезуються нестійкі субцентри, не здатні викликати відновлення експонованого галогеніду. Це відбувається через одночасне утворення занадто великої кількості фотоелектронів. Ефект найбільш небажаний у кольоровій фотографії, оскільки різні зонально-чутливі емульсійні шари найчастіше реагують на зміну витримки по-різному, що призводить до непередбачуваного спотворення кольору.
Ефект став проблемою для високошвидкісної кінозйомки, але нині це неактуально через витіснення кіноплівки цифровими швидкісними камерами з іншими принципами реєстрування зображення. В сучасній технології цифрового фотодруку, за якої фотопапір експонується лазерним променем з дуже коротким впливом на кожну ділянку фотоемульсії, ефект Шварцшильда також необхідно враховувати. Тому більшість фотоматеріалів, призначених для цифрових міні-фотолабораторій, виготовляють на основі хлоросрібної емульсії, яка найменше схильна до відхилення від закону взаємозамісності. Крім цього, ефект можна знизити спеціальними добавками в емульсійні шари, які збільшують кількість дефектів ґратки. Аналогічна проблема характерна для фільм-рекордерів, у яких кіноплівка також експонується лазерним променем. Це відбивається на будові контратипних кіноплівок спеціальних сортів, призначених для фотовиведення дубль-негативу.

### Занадто низька освітленість
Цей ефект найбільш важливий в астрофотографії, де фотоматеріал експонується за дуже малих інтенсивностей світла і довгих витримок. Це пояснюється надто короткотривалою стабільністю субцентрів, які не встигають зрости до стабільних центрів проявлення за час очікування наступних фотонів. Явище призводить до зниження світлочутливості та зростання контрасту.

## Фоторегресія
Збереження прихованого зображення залежить від багатьох факторів і може вимірюватися десятиліттями. У деяких умовах приховане зображення руйнується протягом кількох годин. Деградація і навіть повне зникнення прихованого зображення зветься фоторегресія. Найбільш схильні до фоторегресії низькочутливі фотоматеріали, зокрема, позитивні. Причиною явища прийнято вважати так зване «теплове розсмоктування» центрів проявлення, що призводить до укрупнення найстабільніших із них за рахунок руйнування слабких. Тому на інтенсивність фоторегресії впливає температура зберігання експонованого фотоматеріалу: у разі її підвищення процес прискорюється. Прискорює регресію й висока вологість, а також вплив агресивних речовин, наприклад сірководню, аміаку та формальдегіду.
Приховане зображення може бути зруйноване через ефекту Гершеля внаслідок дії червоного світла або інфрачервоного випромінювання. В такий спосіб приховане зображення можна повністю зруйнувати аж до можливості повторного використання фотоматеріалу. Наприклад, при засвітленні експонованого ортохроматичного матеріалу неактинічним для нього червоним світлом сліди попередньої експозиції можна повністю знищити.